# SideOneDummy
SideOneDummy Records ist ein US-amerikanisches Independent-Label mit Sitz in Los Angeles, Kalifornien. Die 1995 von Joe Sib und Bill Armstrong gegründete Plattenfirma ist vor allem auf Punkrock, Ska und Hardcore spezialisiert.
Bekannt wurde SideOneDummy unter anderem deshalb, weil es Punk- und Skabands, die zuvor bei Major-Labels veröffentlichten und deren Verträge nicht verlängert wurden, eine neue Heimat gab. Hierzu zählen die The Mighty Mighty Bosstones, Goldfinger und MxPx.
In Europa wird SideOneDummy von Cardiac Communication in Münster vertreten.

## Bands
Bisher veröffentlichte SideOneDummy unter anderem Alben von:
- 7 Seconds
- Anti-Flag
- Bedouin Soundclash
- Big D and the Kids Table
- Broadway Calls
- The Casualties
- Fake Problems
- Flogging Molly
- The Gaslight Anthem
- Go Betty Go
- Gogol Bordello
- Goldfinger
- Kill Your Idols
- Maxeen
- Nathen Maxwell
- The Mighty Mighty Bosstones
- MxPx
- Piebald
- Chuck Ragan
- The Suicide Machines

Außerdem erscheinen seit 1998 die Compilations zur Vans Warped Tour bei SideOneDummy.